# Pedro Boese
Pedro Boese (* 1972 in Beira) ist ein deutsch-portugiesischer abstrakter Maler.

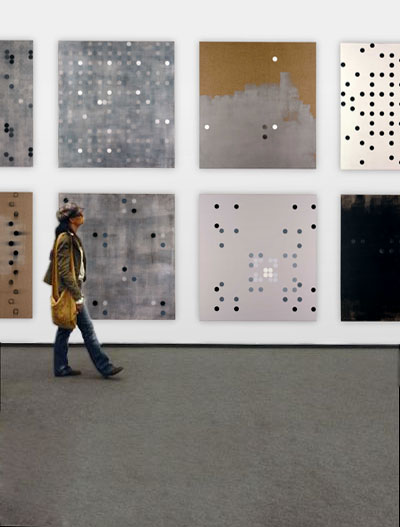
grids and groves, 2008

## Leben und Werk
Pedro Boese wurde in Beira, Mosambik geboren. Von 1993 bis 1997 studierte er Malerei und Grafik an der Akademie der Bildenden Künste Maastricht (ABKM) in den Niederlanden. Von 1998 bis 2001 studierte er dann am Institut für Kunst im Kontext und war ab 2000 für zwei Jahre Gaststudent bei Lothar Baumgarten an der UdK Berlin.
Boese ist Mitglied im Deutschen Künstlerbund. Er lebt und arbeitet in Berlin.
Eine besondere Bedeutung haben der Kreis und das Rechteck in seinen Bildern. Immer wieder untersucht er die Möglichkeiten dieser für ihn zentralen Formen. Während frühe Werke ausschließlich aus der Überlagerung der lasierend aufgetragenen Kreise in der Bildebene entstanden, folgt der Bildaufbau ab ca. 2006 einem rasterartigen System. Dieser immer strenger werdende Gestus wird in neuen Arbeiten durch teilweise abtragende Bearbeitung wieder aufgehoben.

## Einzelausstellungen (Auswahl)
- 2004:  Art Forum der DONG energy, Kopenhagen
- 2006: Repulsion,  Gebauerhöfe, Berlin
- 2006: Art Forum der Pax-Bank Berlin
- 2006: Keine Gewissheit für die Augen, Galerie Weisser Elefant, Berlin
- 2007:  269 Farben und Interferenzen,   Galerie Scotty Enterprises, Berlin
- 2008/2009: Motive, MARS, Berlin
- 2010: Grids and Grooves,   Galerie Geymüller, Essen
- 2011: Monomodul,   Elisengalerie – Raum für Kunst, Aachen[2]

## Gruppenausstellungen (Auswahl)
- 2004: Große Kunstausstellung, Kunsthalle Villa Kobe, Halle (Saale)
- 2005: Abstrakte Perspektiven, Galerie Nord/Kunstverein Tiergarten, Berlin
- 2007: Intimität und Entfremdung , Museo de Arte de El Salvador, San Salvador
- 2007: The Art of Drive and Control, Bosch Rexroth AG, IHK Würzburg
- 2008: La intimidad y el distanciamiento, Museo para la Identidad Nacional, Tegucigalpa, Honduras
- 2008: Centre Cultural Metropolità Tecla Sala, Barcelona
- 2009: Farbe konkret, Kunstverein Tiergarten[3], Berlin (mit u. a. Christiane Conrad, Günter Scharein, Nicola Stäglich)
- 2009: Dickes B. zeitgenössische Kunst aus Berlin,  cph-artfactory, Kopenhagen
- 2010: kunsthalle messmer, Riegel
- 2012: Punkt.Systeme, vom Pointillismus zum Pixel, Wilhelm-Hack-Museum, Ludwigshafen[4]
- 2015: Malerei und Fassade, im Projektraum des DKB in der Markgrafenstraße, Berlin[5]

## Werke in öffentlichen Sammlungen
- Staatliche Museen zu Berlin, Kupferstichkabinett[6]
- Museum Folkwang, Essen[7]
- Kunstmuseum Basel, Kupferstichkabinett
- Kunstsammlung der Bosch Rexroth AG, Lohr am Main
- Sammlung Golden Tulip Hospitality Group, Berlin
- Kunstsammlung der Danish Oil & Natural Gas, Kopenhagen

## Preise und Förderungen
- 2011 Förderung der Senatskanzlei – Kulturelle Angelegenheiten, Berlin und der Stiftung Deutsche Klassenlotterie Berlin
- 2010 Nominierung zum 2. Internationalen André-Evard-Kunstpreis der Kunsthalle Messmer.[8]
- 2008 Nominierung zum Guasch Coranty International Painting Award, Barcelona[9]
- 2007 Nominierung zum Kunstwettbewerb der Bosch Rexroth AG, Würzburg[10]
- 2006 Nominierung zum GASAG-Kunstpreis, Berlin[11]